# Mall of Switzerland
Die Mall of Switzerland ist ein Einkaufszentrum in Ebikon im Kanton Luzern in der Schweiz. Mit 76'000 Quadratmetern Gesamtmietfläche ist die Mall nach vollständiger Fertigstellung die zweitgrösste Einkaufs- und Freizeitdestination der Schweiz. Die Gesamtfläche setzt sich aus 46'000 m² Verkaufsfläche, 10'000 m² Freizeit, 6'500 m² Hotel und 13'500 m² Wohnen zusammen.

## Angebot
Das Konzept der Mall vereint Geschäfte und Gastrobetriebe mit Freizeit- und Sportangeboten, ein Kinderland, die erste stehende Indoor-Welle der Schweiz sowie die landesweit grösste IMAX-Kinoleinwand im Pathé Multiplex-Kino mit 12 Sälen und insgesamt 1962 Sitzplätzen. Weiterhin gibt es ein Training Center Fitness- & Wellnessclub mit über 2'000 Quadratmetern. Das schweizweit grösste Kinderland eines Shopping-Centers hat eine Fläche von 1'500 Quadratmetern.
Die Promenade «La Strada» bietet Markengeschäfte aus den Bereichen Fashion, Beauty, Schuhe, Schmuck und Accessoires. Sogenannte Pop-up Stores bieten wechselnde Angebote mit Nischenprodukten, beispielsweise von Nachwuchsdesignern aus dem In- und Ausland.
Den Kunden stehen ein flächendeckendes Wi-Fi, Informationspunkte, Lounge-Bereiche mit Wohnzimmer-Charakter und Garderoben zur Verfügung. Dazu gehört ein Lieferservice in Zusammenarbeit mit der Schweizerischen Post.
Das gastronomische Angebot der Mall of Switzerland umfasst neben einem Restaurant-Ensemble mit angrenzender Dachterrasse im Attika-Geschoss verschiedene Restaurants im Erdgeschoss der Mall und des Freizeitbereiches, jeweils mit Aussenbestuhlungen, sowie zahlreiche Bars und Cafés.
Auf dem zentralen Platz, welcher nach dem früheren Namen des Projektes Ebisquare benannt wurde, sind regelmässige Veranstaltungen geplant. Zum Beispiel im Sommer den EbiBeach, eine nachgebildete Strandlandschaft. Im Winter wird auf dem Platz ein Kunsteisfeld aufgebaut.
Seit der Eröffnung hat die Mall mit Leerständen und Mieterfluktuation zu tun. Die Ladenflächen in der obersten Etage sind wenig genutzt und teilweise nicht zugänglich. Konzepte zur Umnutzung der freien Flächen wurden bereits kurz nach Eröffnung diskutiert, konnten aber keine Trendwende bewirken.
Im Herbst 2022 standen 40 Verkaufsflächen leer. Im April 2023 schrieb die NZZ, im Jahr 2020 habe die Mall 218 Millionen Umsatz generiert, während Experten bei der Eröffnung im 2017 von einem benötigten Umsatz von 400 Millionen gesprochen hatten. Die kantonalen Öffnungszeiten schreiben eine Schliessung am Samstag, dem umsatzstärksten Tag der Woche, um bereits 17 Uhr vor.

## Lage
Die Mall befindet sich an der Ebisquare-Strasse neben dem Fabrikareal von Schindler Aufzüge in Ebikon.
Mit der Haltestelle Buchrain ist die Mall direkt an das S-Bahn-Netz von Luzern angeschlossen. Die S 1 verkehrt im Halbstundentakt Richtung Rotkreuz–Zug–Baar und Luzern–Sursee. Über eine Passerelle gelangt man direkt vom Perron auf das erste Geschoss der Mall.
Beim Ebisquare befindet sich die Bushaltestelle Fildern, die von Bussen der Linien 23 und 111 in Richtung Gisikon und Inwil sowie Waldibrücke erschlossen ist. Seit dem Fahrplanwechsel im Dezember 2019 verkehrt die RBus-Linie 1 bis zur Mall.
Mit dem Auto ist die Mall über die Autobahnausfahrt Buchrain der Autobahn A14 und über die Kantonsstrasse Luzern – Ebikon, resp. Rotkreuz – Ebikon zu erreichen.

## Architektur
Die Mall besteht aus den Baukörpern Mall-, Freizeit- und Parkhausgebäude. Städtebaulich fügen sich die Baukörper mit innovativer Architektur in den grossmassstäblichen Charakter des umliegenden Industriegebiets ein, das sich entlang der Bahnlinie im Rontal aufspannt. Schweizweit einzigartig sind die sogenannten «Jumping Facades». Damit ist die Flexibilität und Vielfalt bei der Planung und Erstellung der Shopfronten gemeint. Unter anderem können die Fronten der einzelnen Geschäfte – statt sich wie gewohnt entlang einer gemeinsamen Line aneinanderzureihen – auch individuell vor- oder zurückspringen und lassen dadurch die Mall an eine natürlich gewachsene Einkaufsstrasse erinnern.
Das Logo der Mall of Switzerland wurde aus dem Schweizerkreuz abgeleitet und zu einem Muster verdichtet, wie man es auch von Modemarken kennt. Es greift das Schweizer Rot auf.

## Planung

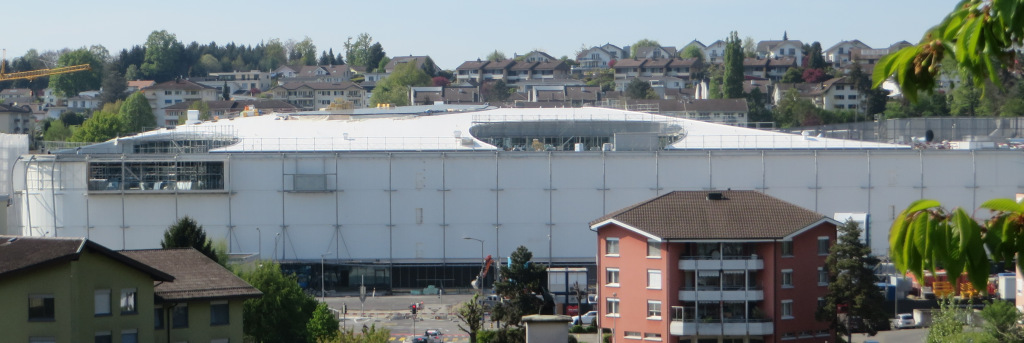
Mall of Switzerland im Bau (April 2017)

Die Gemeindeversammlung Ebikon bewilligte 2005 den Bebauungsplan Ebisquare, auf dem das heutige Konzept der Mall of Switzerland basiert. Nachdem der damalige Investor aufgrund eines Finanzierungsengpasses aussteigen musste, hat Halter 2011 das Projekt mit der Idee übernommen, es in die verschiedenen Teile Einkaufen, Freizeit, Wohnen und Hotel aufzuteilen. Halter hat die Projektentwickler FREO beigezogen, mit deren Hilfe der heutige Investor gefunden werden konnte. Die Grundsteinlegung war am 11. Juni 2014, und der Rohbau wurde nach eineinhalb Jahren, am 23. Dezember 2015, fertiggestellt. Die Mall eröffnete am 8. November 2017.

## Investoren
Das Projekt wurde von einer Tochtergesellschaft der Silver Holdings SA finanziert. Das ist eine Immobilien-Investment-Gesellschaft, die vollumfänglich im Besitz der Abu Dhabi Investment Authority (ADIA) ist. Bei der Mall of Switzerland war FREO Switzerland als Projektentwickler tätig, welche auch den Investor vertritt. Die FREO Switzerland AG ist ein Private-Equity-Unternehmen und Fondsmanager, der sich auf den Erwerb und die Entwicklung gewerblicher Immobilien spezialisiert hat. Betrieben wird die Mall von der La Société Générale Immobilière (Suisse) L.S.G.I. S.A. mit Sitz in Genf. Ab 1. Juni 2022 übernimmt die Multi Corporation aus den Niederlanden den Betrieb.

## Varia
Die geplante Eröffnung am 28. September 2017 wurde wegen eines Baustopps im März 2017 auf Anfang November 2017 verschoben.
Die Mall publizierte am 2. Oktober 2017 eine Liste mit allen Läden und Lokalen. Anfang Oktober 2017 waren ca. 80 % der Fläche vermietet.
Eine der Attraktionen des Freizeitangebotes, die Indoor-Surfwelle, eröffnete am 13. September 2018.
Nach einem Jahr, Ende 2018, verliess der Direktor Jan Wengeler die Mall of Switzerland. Sein Nachfolger wurde Peter Triner. Triner hatte zuvor für Triumph und Bernina Schweiz gearbeitet. Im Dezember 2020 übernahm Jessica Janssen die Leitung des Einkaufszentrums.